# Arba Kokalari
Arba Kokalari, född den 27 november 1986 i Albanien, är en svensk politiker för Moderaterna (M). Hon är ledamot av Europaparlamentet sedan EU-valet 2019 och sitter med i partigruppen EPP för kristdemokrater och konservativa.

## Biografi
Arba Kokalari är dotter till Bardhyl Kokalari, Albaniens före detta ambassadör för Norden och Baltikum i Sverige.
Kokalari har en kandidatexamen (B.Sc.) i statsvetenskap från Stockholms universitet. Hon tog examen 2013. Hon har även läst kurser i folkrätt vid Försvarshögskolan.
Åren 2008–2012 arbetade hon på Utrikesdepartementet, där hon var politiskt sakkunnig hos utrikesminister Carl Bildt och biståndsminister Gunilla Carlsson. Åren 2012–2015 var hon senior projektledare på Moderaternas internationella stiftelse, Jarl Hjalmarsonstiftelsen, där hon arbetade med att stärka demokratin i Östeuropa. Åren 2015–2017 jobbade hon med pr-frågor hos mobiloperatören Tre. Åren 2017–2019 var hon ansvarig för PR och mediarelationer på globalkoncernnivå på Electrolux.

## Politiska uppdrag
Arba Kokalari är ledamot i förbundsstyrelsen för Moderaterna i Stockholms stad och var mellan 2015 och 2019 vice ordförande för EPP:s ungdomsförbund YEPP. Hon har tidigare varit internationell sekreterare för Moderata Ungdomsförbundet, ledamot i Stockholms stads kommunfullmäktige och moderat gruppledare i kulturnämnden i Stockholms stad. Hon har även varit ersättare i landstingsfullmäktige i Stockholm. 
Hon kandiderade i Europaparlamentsvalet 2014 på sjätte plats på Moderaternas lista, samt i riksdagsvalet 2014 och riksdagsvalet 2018. Hon stod på fjärde plats på Moderaternas valsedel i Europaparlamentsvalet 2019 och blev invald i parlamentet. Hon fick 10 284 personkryss, vilket dock inte räckte till att bli personvald.
I Europaparlamentet har hon sedan hon tillträdde varit ledamot i utskottet för den inre marknaden och konsumentskydd (IMCO) och jämställdhetsutskottet (FEMM). Under sin första mandatperiod var hon även ledamot i delegationen för förbindelserna med USA.
Hon har beskrivit Angela Merkel, Barack Obama och Madeleine Albright som sina politiska förebilder.